# Disphragis meretricia
Disphragis meretricia är en fjärilsart som beskrevs av William Schaus 1911. Disphragis meretricia ingår i släktet Disphragis och familjen tandspinnare. Inga underarter finns listade i Catalogue of Life.